# Фріґґа
Фріґґа (англ. Frigga), також її називають Фрея (англ. Freyja) — вигадана персонажка, що з'являється в американських коміксах видавництва Marvel Comics. Героїня з'являється, зокрема, у коміксах про супергероя Тора, який є сином Фріґґи. Заснована на образах Фріґґ та Фреї зі скандинавської міфології, вона була створена письменниками Стеном Лі та Робертом Бернстайном, а також художником Джо Сіннотом, і вперше з'явилася в Journey into Mystery #92 (травень 1963).
Асґардійка, вона є одночасно королевою Асґарду та асґардійських богів, дружиною Одіна, мачухою Тора, біологічною матір'ю Бальдра і прийомною матір'ю Локі. Її також іноді описують як богиню ванірів, на відміну від її чоловіка, який походить з племені асів.
Рене Руссо зіграла персонажку у фільмах кіновсесвіту Marvel «Тор» (2011), «Тор: Царство темряви» (2013) та «Месники: Завершення» (2019).

## Історія публікації
Вперше Фріґґа з'явилася в коміксі Journey into Mystery #92 (травень 1963) і була адаптована з міфології Стеном Лі, Робертом Бернстайном і Джо Сінноттом.
Згодом ця персонажка з'явилася в таких коміксах, як: Thor Annual #10 (1982), Thor #344 (червень 1984), Marvel Graphic Novel #15 — The Raven Banner (1985), Journey into Mystery #504-505 (грудень 1996-січень 1997), #512-513 (вересень-жовтень 1997), Thor #26 (серпень 2000), Loki #3 (січень 2004), Thor: Son of Asgard #7, #9 (серпень 2004-жовтень 2004).
Фріґґа з'явилася як частина статті «Асґардійці» в The Official Handbook of the Marvel Universe Deluxe Edition #1.